# Färöischer Fußballpokal der Frauen 2023
Der Färöische Fußballpokal der Frauen 2023 fand zwischen dem 9. Mai und 7. Oktober 2023 statt und wurde zum 34. Mal ausgespielt. Im Endspiel, das im Tórsvøllur-Stadion in Tórshavn auf Kunstrasen ausgetragen wurde, siegte NSÍ Runavík mit 2:1 n. V. gegen Titelverteidiger KÍ Klaksvík.
NSÍ Runavík und KÍ Klaksvík belegten in der Meisterschaft die Plätze zwei und eins. Für NSÍ Runavík war es der zweite Sieg bei der dritten Finalteilnahme, für KÍ Klaksvík die siebte Niederlage bei der 23. Finalteilnahme.

## Teilnehmer
Teilnahmeberechtigt waren folgende zehn A-Mannschaften der ersten und zweiten Liga:
| Betrideildin                                                                                                  | 1. Deild                  |
| 07 Vestur B36 Tórshavn EB/Streymur/Skála HB Tórshavn KÍ Klaksvík NSÍ Runavík TB/FC Suðuroy/Royn Víkingur Gøta | FC Hoyvík ÍF Fuglafjørður |

## Modus
Die beiden Zweitligisten spielten mit zwei ausgelosten Erstligisten die restlichen beiden Teilnehmer aus. Die 1. Runde, das Viertelfinale sowie das Endspiel wurde im K.-o.-System ausgetragen. Das Halbfinale wurde dagegen im Hin- und Rückspielmodus entschieden.

## 1. Runde
Die Partien der 1. Runde fanden am 9. Mai 2023 statt.
|             | Ergebnis   |                 |
| ----------- | ---------- | --------------- |
| FC Hoyvík   | 00:6 (0:3) | 07 Vestur       |
| KÍ Klaksvík | 12:0 (6:0) | ÍF Fuglafjørður |

## Viertelfinale
Die Viertelfinalpartien fanden am 7. und 8. Mai 2023 statt.
|                   | Ergebnis  |                    |
| ----------------- | --------- | ------------------ |
| EB/Streymur/Skála | 0:2 (0:1) | B36 Tórshavn       |
| HB Tórshavn       | 0:1 (0:0) | KÍ Klaksvík        |
| Víkingur Gøta     | 8:1 (4:1) | TB/FC Suðuroy/Royn |
| 07 Vestur         | 0:4 (0:0) | NSÍ Runavík        |

## Halbfinale
Die Hinspiele im Halbfinale fanden am 11. Juni 2023 statt, die Rückspiele am 27. August 2023.
|             | Gesamt |               | Hinspiel  | Rückspiel |
| ----------- | ------ | ------------- | --------- | --------- |
| KÍ Klaksvík | 10:10  | B36 Tórshavn  | 5:0 (2:0) | 5:1 (2:0) |
| NSÍ Runavík | 9:1    | Víkingur Gøta | 4:1 (3:0) | 5:0 (1:0) |

## Finale
| Paarung        | NSÍ Runavík – KÍ Klaksvík |
| Ergebnis       | 2:1 n. V. (1:1, 1:1) |
| Datum          | 7. Oktober 2023 |
| Stadion        | Tórsvøllur, Tórshavn |
| Schiedsrichter | Høgni Madsen |
| Tore           | 0:1 Durita Hummeland (29.) 1:1 Lena Olsen (32.) 2:1 Dania Olsen (108., Foulelfmeter) |
| NSÍ Runavík    | Abigail Mensah – Mirjam Huneck, Hansina Joensen, Sigrid Jacobsen (61. Rutt Gregersen (122. Sólja Johansen)) – Margunn Lindholm, Sara Lamhauge, Lena Olsen, Rúna Olsen (72. Miriam Egilsdóttir) – Heidi Sevdal , Helga Mikkelsen, Dania Olsen Cheftrainer: Allan Dybczak                                        |
| KÍ Klaksvík    | Óluva Joensen – Birita Ryan, Tórunn Joensen, Vár Johannesen, Jórun Patawary (73. Rannvá Andreasen) – Maria Johansen (111. Lena Maria Joensen), Tóra Mohr (65. Liljan Jacobsen), Durita Hummeland, Eyðvør Klakstein – Jancy Mohr (87. Katrina Akursmørk), Rebekka Benbakoura Cheftrainer: Kristoffer Kvistgaard |
| Gelbe Karten   | Heidi Sevdal – Birita Ryan |

## Torschützenliste
Bei gleicher Anzahl von Treffern sind die Spielerinnen nach dem Nachnamen alphabetisch geordnet.
| Platz | Spieler              | Verein        | Tore |
| ----- | -------------------- | ------------- | ---- |
| 1     | Lena Olsen           | NSÍ Runavík   | 06   |
| 2     | Rannvá Andreasen     | KÍ Klaksvík   | 04   |
| 2     | Eyðvør Klakstein     | KÍ Klaksvík   | 04   |
| 2     | Tóra Mohr            | KÍ Klaksvík   | 04   |
| 2     | Dania Olsen          | NSÍ Runavík   | 04   |
| 6     | Rebekka Benbakoura   | KÍ Klaksvík   | 03   |
| 6     | Durita Hummeland     | KÍ Klaksvík   | 03   |
| 6     | Margit Kwao          | 07 Vestur     | 03   |
| 6     | Hjørdis Rasmusdóttir | Víkingur Gøta | 03   |
| 10    | Lisa Haraldsen       | 07 Vestur     | 02   |
| 10    | Hanna Højgaard       | Víkingur Gøta | 02   |
| 10    | Maria Johansen       | KÍ Klaksvík   | 02   |
| 10    | Rakul Sørensen       | Víkingur Gøta | 02   |